# Krappeto
Krappeto egy 1857-ben épített zsilip Norvégiában, az Aspern és Femsjøen tavak közötti Halden-csatornán. 
Itt korábban két zsilip volt: Brekke és Krappeto, de 1924-ben a Brekke gátját megemelték, és a vízszint 14 méterrel megemelkedett. Ezért a Krappetót bezárták.
Ma még egy kicsit látszik a régi zsiliprendszer, illetve a folyó közepén egy szigeten a régi zsilipőrház. 

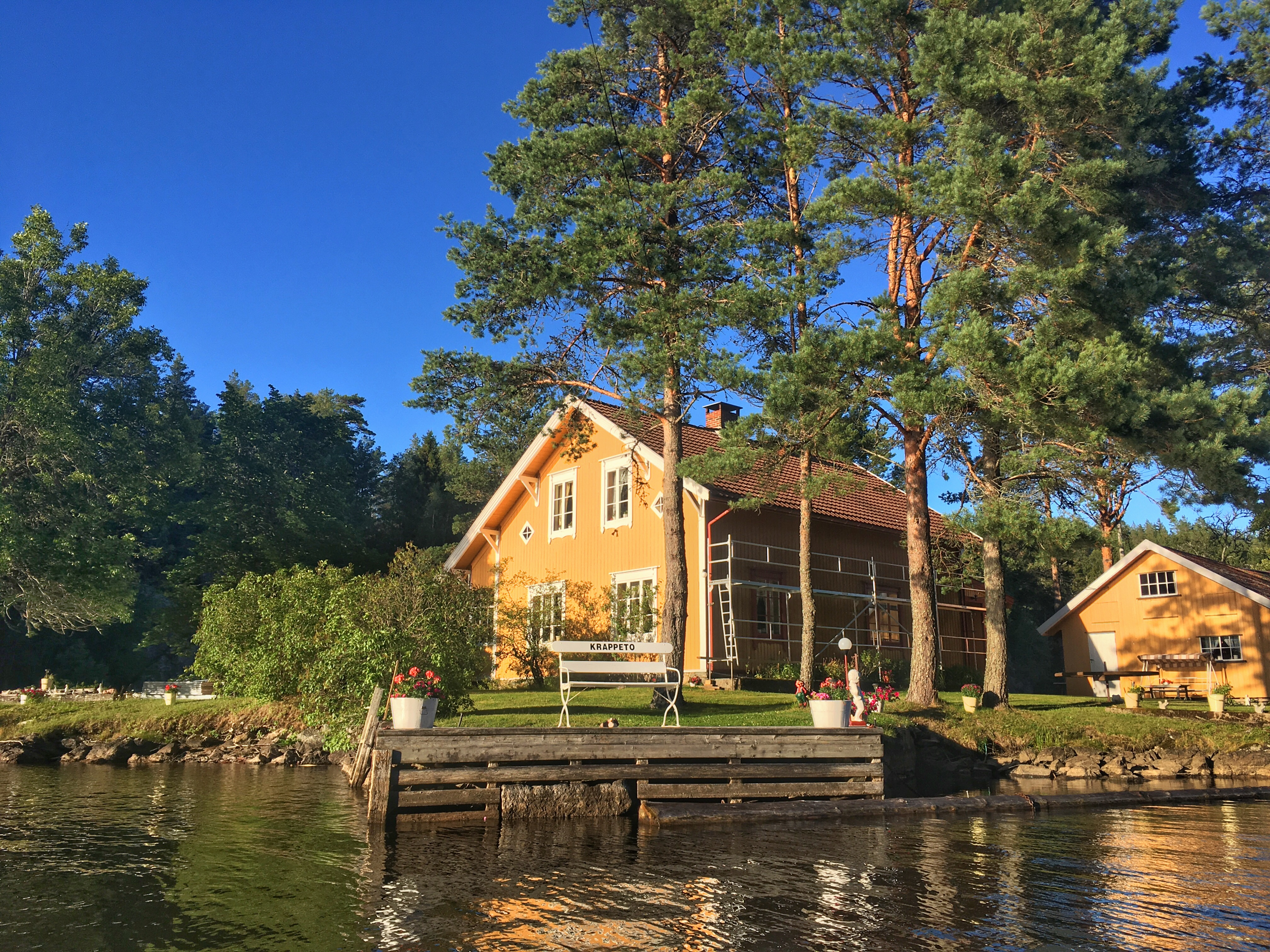
Krappeto zsilipőrháza

A régi zsiliprendszernek 4 kamrája volt. Ezek nyomai általában a víz alatt vannak, de legutóbb 1991-ben láthatóak voltak, amikor a vizet ellenőrzés céljából leengedték. Ekkor elolvasható volt Haakon király névjegye is a Halden folyórendszerében 1909-ben tett útjáról.